# Kurt Hübner (Physiker)
Kurt Hübner (* 1937) ist ein österreichischer Physiker und Ingenieur, der sich mit Teilchenbeschleunigern beschäftigt.
Hübner studierte zunächst Maschinenbau und arbeitete dann in Teilzeit im Unternehmen seiner Familie, begann dann aber erneut Physik zu studieren bis zur Promotion. Danach war er ab 1964 am CERN, wo er den Rest seiner Karriere blieb. Zunächst arbeitete er am experimentellen Speicherring CESAR und danach am Intersecting Storage Ring, den er durch seine Konstruktionsphase begleitete. Danach war er Teil des Teams, das die Designstudie für den LEP erstellte, insbesondere stammten von ihm Vorschläge, die am CERN existierenden Protonen-Synchrotrone (PS, SPS, PS Booster) dafür als Injektoren  für Elektronen und Positronen einzusetzen. Die ökonomische Verwendung bestehender Ressourcen war ein wesentlicher Punkt, die Mitgliedstaaten vom LEP zu überzeugen. Nachdem LEP 1983 beschlossen war, war Hübner für die Umsetzung seines Vorschlags verantwortlich. Später war er an den Studien und Experimenten für den zukünftigen Linearbeschleuniger des CERN CLIC beteiligt, an der Aufstockung des LEP und an CNGS (dem Neutrinostrahl-Experiment vom CERN zum Gran Sasso). 1991 wurde er Leiter der Proton-Synchrotron Abteilung am CERN und 1994 bis 2001 Direktor der Beschleunigersparte. Danach war er zum Beispiel im Internationalen Komitee für zukünftige Beschleuniger (ICFA) und in den wissenschaftlichen Beratungsgremien von DESY und des Linearbeschleunigers in Orsay.
2002 erhielt er den Accelerator Prize der European Physical Society.